# Machagai
Machagai è una città dell'Argentina, situata nella provincia del Chaco, capoluogo del Dipartimento di Veinticinco de Mayo.